# Koenigsegg CC
Koenigsegg CC 1997 – supersamochód produkowany w 1997 roku przez szwedzką markę Koenigsegg. Wysokość to 1100 mm, długość 4190 mm, szerokość 2000 mm. Wagę modelu określa się na 900 kg. Do napędu użyto jednostki V8 3,8 l DOHC  32V generującą moc maksymalną 614 KM. Prędkość maksymalna to 354 km/h, przyspieszenie 0-100 km/h zaś 3,2 s. Zamontowano w nim 2 siedzenia.

## Dane techniczne
- V8 3,8 l DOHC 32V
- Moc maksymalna: 614 KM

## Osiągi
- Prędkość maksymalna: 354 km/h
- Przyspieszenie 0-100 km/h: 3,2 s

## Koenigsegg CC 2001
Koenigsegg CC 2001 – Supersamochód produkowany w 2001 roku przez szwedzką markę Koenigsegg. Typ nadwozia pojazdu to
2-drzwiowy roadster. Do napędu użyto jednostki V8 4,6 l 90°, generującą moc maksymalną 664 KM. Prędkość maksymalna wynosi 386 km/h, przyspieszenie 0-100 km/h zaś 3,2 s.
Waga modelu to 1100 kg.

### Dane techniczne wersji 2001

#### Silnik
- V8 4,7 l DOHC 32 zawory 90 st.
- Moc maksymalna: 664 KM

#### Osiągi
- Prędkość maksymalna: 386 km/h
- Przyspieszenie 0-100 km/h: 3,2 s